# Condado de Winona
El condado de Winona es un condado del estado de Minnesota, Estados Unidos. Tiene una población estimada, a mediados de 2023, de 49 721 habitantes.
La sede del condado es Winona.

## Geografía
Según la Oficina del Censo, tiene una superficie total de 1660 km², de los cuales 1620 km² corresponden a tierra firme y 40 km² están cubiertos de agua.

### Condados adyacentes
- Condado de Wabasha - noreste
- Condado de Buffalo - norte
- Condado de Trempealeau, Wisconsin - noreste
- Condado de La Crosse, Wisconsin - este
- Condado de Houston - sur
- Condado de Fillmore - suroeste
- Condado de Olmsted - oeste

## Demografía

### Censo de 2020
Según el censo de 2020, en ese momento el condado tenía una población de 49 671 habitantes. La densidad de población era de 31 hab/km².
| Raza                   | Núm.   | Porc.  |
| ---------------------- | ------ | ------ |
| Blancos                | 44 638 | 89.87% |
| Afroamericanos         | 917    | 1.85%  |
| Amerindios             | 118    | 0.24%  |
| Asiáticos              | 933    | 1.88%  |
| De otras razas         | 914    | 1.84%  |
| De una mezcla de razas | 2151   | 4.33%  |

Del total de la población, el 3.80% eran hispanos o latinos de cualquier raza.

### Estimación 2019-2023
Según la estimación 2019-2023 de la Oficina del Censo, los ingresos medios de los hogares del condado son de $70,198 y los ingresos medios de las familias son de $97,837. Los ingresos per cápita en los últimos doce meses, medidos en dólares de 2023, son de $37,447. Alrededor de un 13.4% de la población está bajo la línea de pobreza nacional.

## Ciudades
- Altura
- Dakota
- Elba
- Goodview
- La Crescent  (en su mayor parte en el condado de Houston)
- Lewiston
- Minneiska  (en parte en el condado de Wabasha)
- Minnesota City
- Rollingstone
- St. Charles
- Stockton
- Utica
- Winona

## Lugares designados por el censo (census-designated places,CDP)
- Homer

## Municipios (townships)
- Municipio de Dresbach
- Municipio de Elba
- Municipio de Fremont
- Municipio de Hart
- Municipio de Hillsdale
- Municipio de Homer
- Municipio de Mount Vernon
- Municipio de New Hartford
- Municipio de Norton
- Municipio de Pleasant Hill
- Municipio de Richmond
- Municipio de Rollingstone
- Municipio de Saratoga
- Municipio de St. Charles
- Municipio de Utica
- Municipio de Warren
- Municipio de Whitewater
- Municipio de Wilson
- Municipio de Wiscoy